# Steinbornshohl
Die Steinbornshohl ist ein Hohlweg in der Gemarkung Groß-Umstadt (Stadt Groß-Umstadt) im Landkreis Darmstadt-Dieburg in Südhessen. Die tiefste und engste Lösshohl in Hessen hat kulturhistorische Bedeutung und wurde mit Verordnung vom 27. Mai 1959 als flächenhaftes Naturdenkmal ausgewiesen.

## Lage
Die Steinbornshohl liegt im Naturraum Reinheimer Hügelland. Sie befindet sich am Ostrand der Gemarkung Groß-Umstadt und zieht sich vom Stadtgebiet in anfangs östlicher, später ostsüdöstlicher Richtung den Hang des Hainrichsberges hinauf. Im unteren Teil grenzt relativ dicht Bebauung an, im oberen Teil führt der Weg durch Weinberge und einige Obstwiesen.
Die Hohl grenzt in ihrem östlichen Auslauf an das NSG Herrnberg von Groß-Umstadt und die Weinbergslage (Einzellage Am Herrnberg) der Odenwälder Weininsel.

## Beschreibung und Geschichte
Die Steinbornshohl (mundartlich „Schdammbertshoul“) war seit der Römerzeit ein Verbindungsweg zu einer Hohen Straße und zur Frankfurter Straße, die auf den Höhenrücken des Odenwaldes entlangführten. Der Hohlweg hat sich durch abfließendes Wasser sowie die jahrhundertelange Nutzung mit Fuhrwerken bis zu 14 Meter tief und steil in den Löss eingekerbt. Es ist die tiefste und engste Lössschlucht in Hessen. (Gelegentlich wurde auch die Schiffsweg-Hohl bei Schaafheim so bezeichnet, das beruht jedoch auf einer Verwechselung.) Der Hohlweg hatte früher eine Länge von 800 Metern und lief erst vor der Platte (Gaststätte Farmerhaus) aus. Aus Gründen des Straßenbaus wurde der obere Teil verfüllt, so dass der Weg heute in der oberen Hälfte fast ebenerdig verläuft. Der Höhenunterschied zum unteren, schluchtartigen Teil wird durch eine lange Treppe überwunden.
Im Zweiten Weltkrieg wurden in die Seitenwände des Hohlwegs zahlreiche Gänge zum Schutz vor Luftangriffen gegraben und später wieder zugeschüttet. Am unteren Ende der Steinbornshohl befinden sich die Kellergewölbe (Ganß’scher Keller) der ehemaligen Schwanenbrauerei. Durch die Hohl führt heute ein viel begangener Wanderweg.
Um 1890 führte Christoph Vogel anhand alter Brandstellen im Löss der Steinbornshohl den Nachweis steinzeitlicher Besiedelung, den Otto Völzing 1929 mit einer Gruppe paläolithischer Artefakte am Ziegelwald erhärtete.

## Flora und Fauna
Die steilen Lösshänge sind mit Sträuchern und Bäumen bewachsen, darunter viele Robinien. Gewöhnliche Waldrebe überwuchert oft die Gehölze. An den oberen Schluchträndern bilden Gebüsche einen Saum, stellenweise gibt es Lössabbrüche. Auf der Nordseite des oberen, verfüllten Wegabschnitts zieht sich eine Hecke entlang, die vorwiegend aus Schlehdorn und Weißdorn besteht.
Die Gehölzbestände im Naturdenkmal sind ein wertvoller Lebensraum, in dem unter anderem Nachtigall und verschiedene Arten von Grasmücken brüten. Zauneidechse und Blindschleiche kommen hier vor. In den offeneren Bereichen fliegen Hummeln, Sandbienen und Wildbienen der Gattung Halictus.

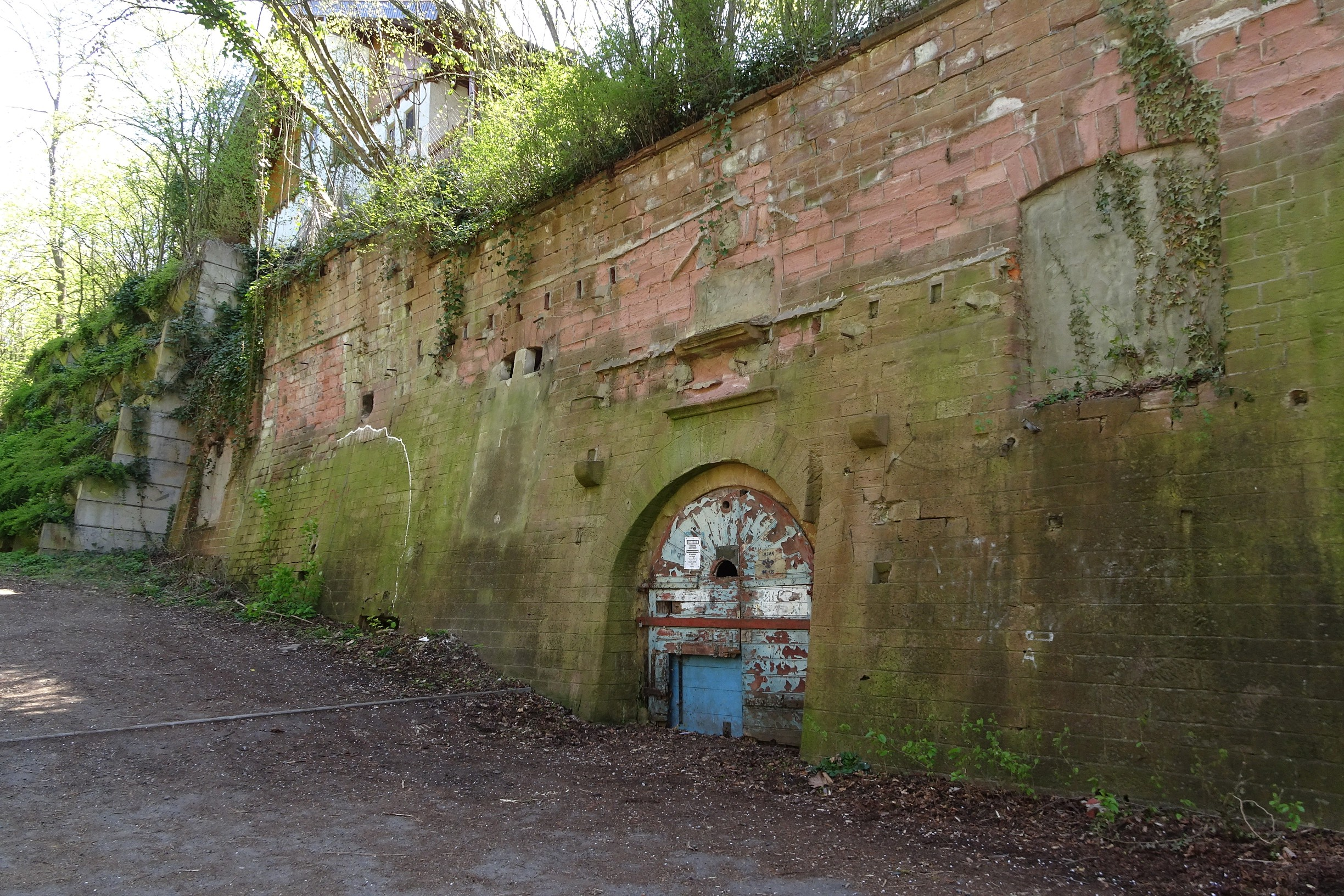
Ehemalige Brauereikeller am unteren Ende des Hohlwegs (2021)
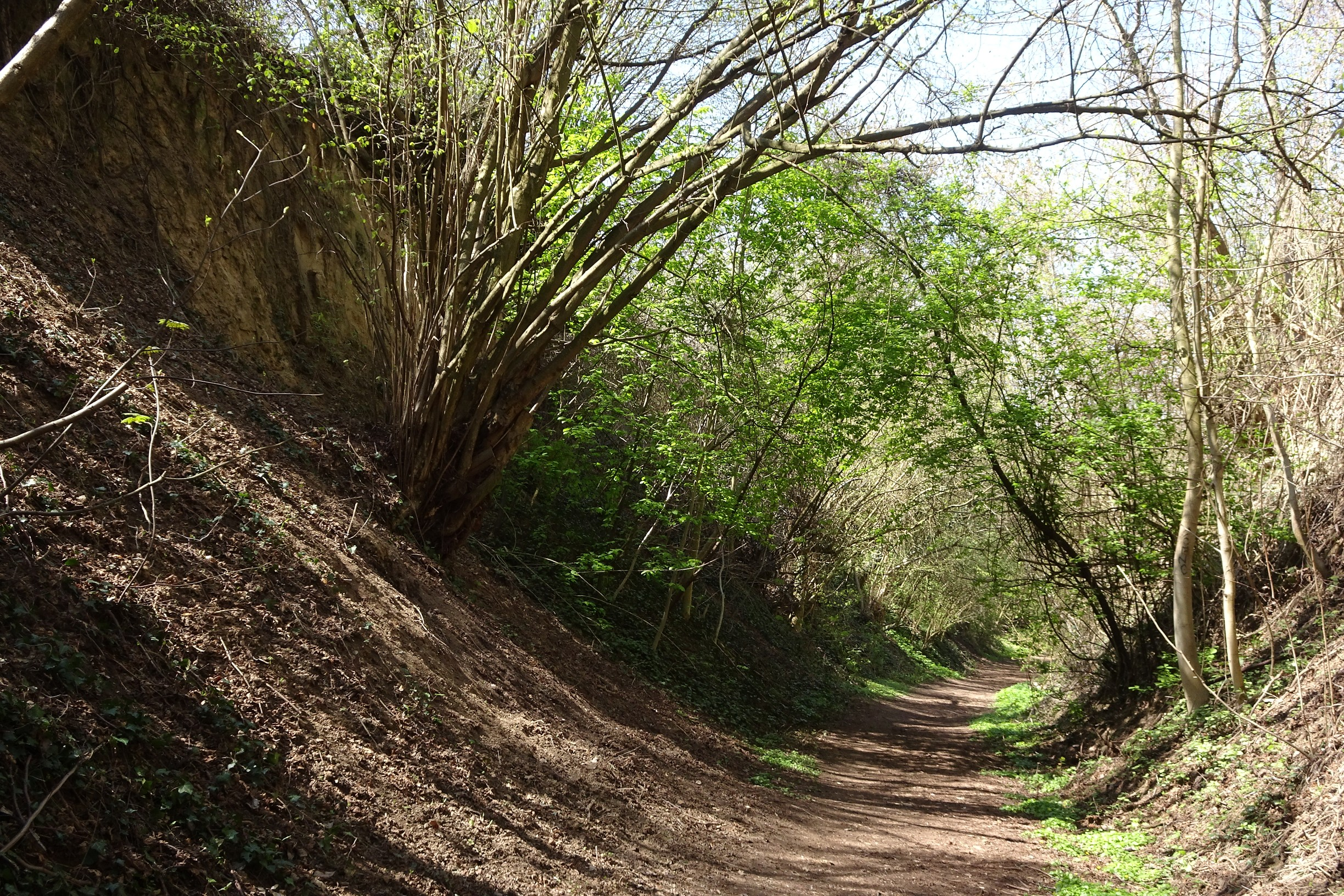
Lösswände in der Steinbornshohl (2021)
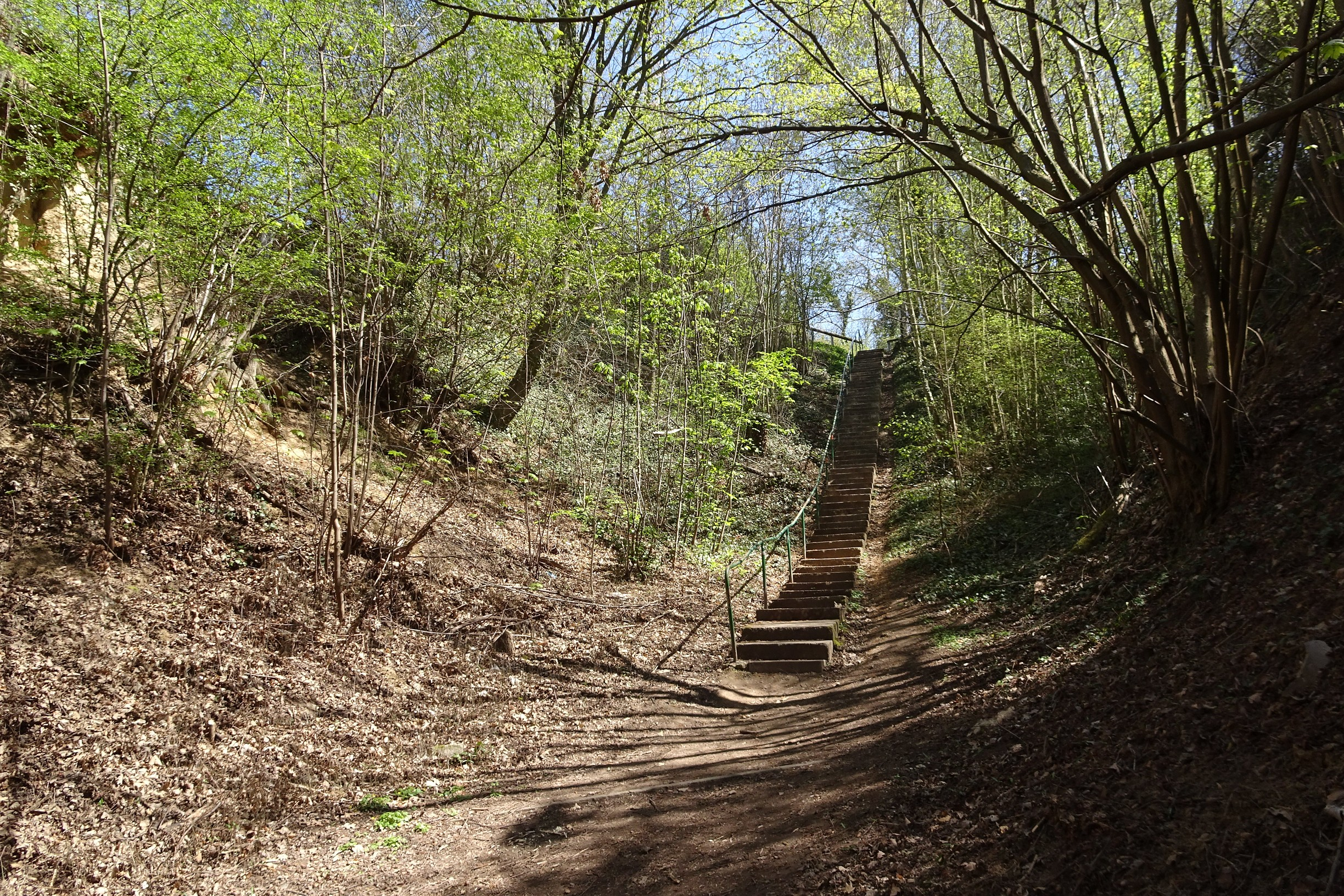
Steinbornshohl mit Treppe zum oberen Wegniveau (2021)
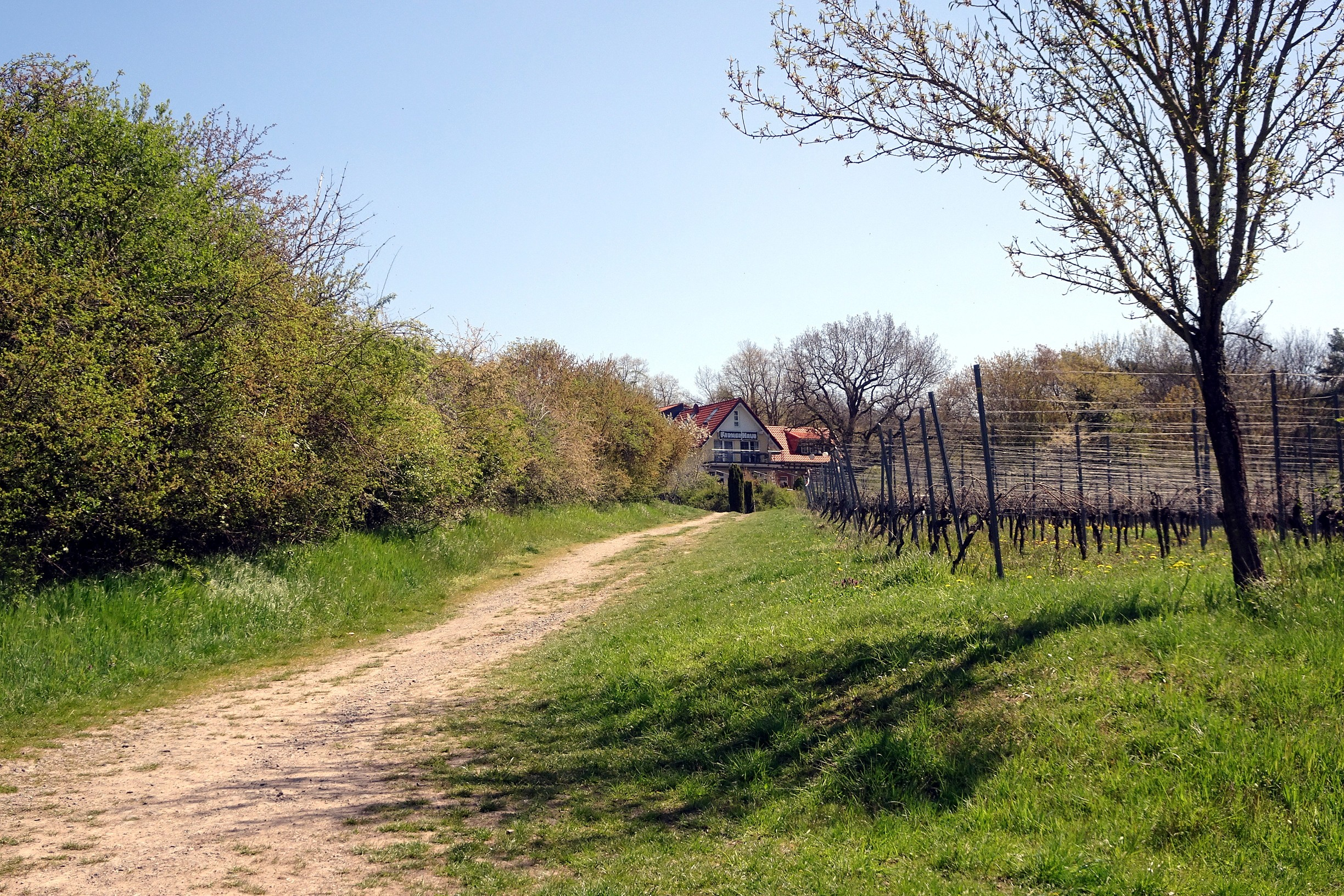
Oberer, heute verfüllter Teil des historischen Hohlwegs (2021)
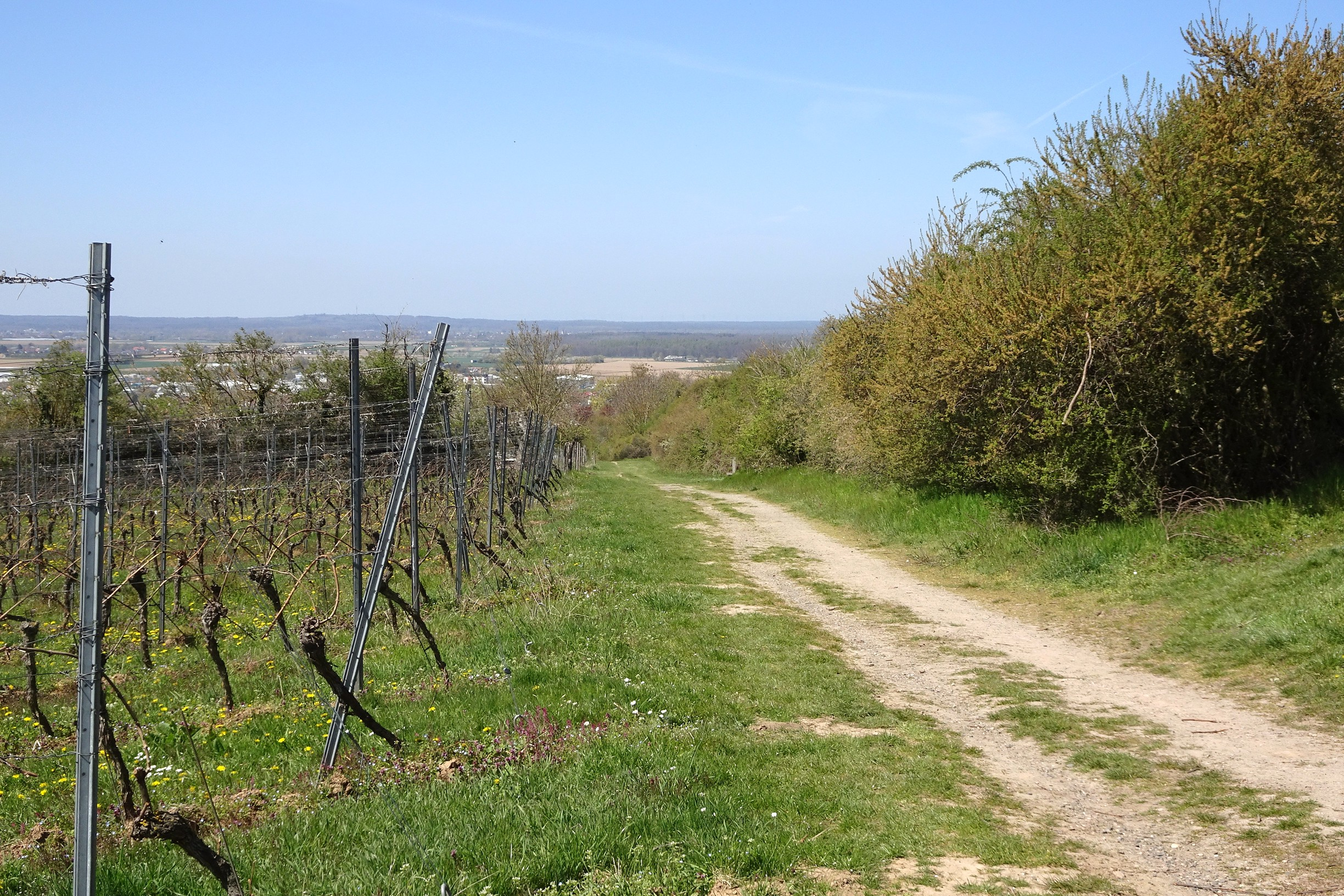
Vom Hainrichsberg führte die Steinbornshohl hinab nach Groß-Umstadt (2021)
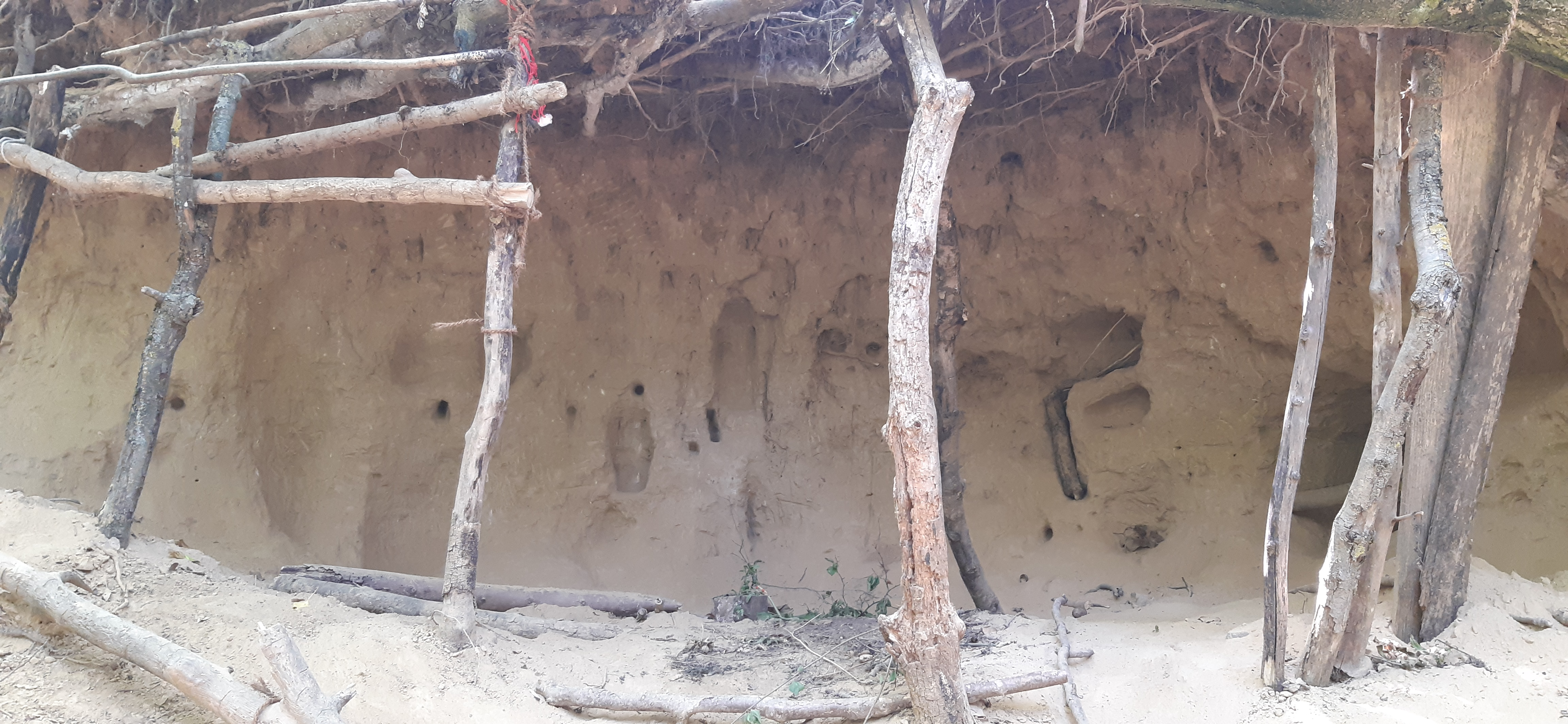
Ausgespühlter Lösswandteil mit überhängender Grasdecke (2022)

## Beeinträchtigungen
Zeitweise wurde der untere Teil des Naturdenkmals als wilde Müllkippe und zum Ablagern von Gartenabfällen genutzt. 1993 wurde sogar Erdaushub vom nahen Stadtfriedhof mit Überresten menschlicher Knochen dort deponiert, später jedoch wieder entfernt.